# 鶴ケ谷 (仙台市)
鶴ケ谷（つるがや）は、宮城県仙台市宮城野区に所在する町丁・大字。郵便番号は983-0824。住民基本台帳に基づく人口は11,717人、世帯数は6,133世帯（2025年4月1日現在）。現行行政地名は鶴ケ谷一丁目から鶴ケ谷八丁目および小字。住居表示は全域で未実施。

## 地理
旧・宮城郡鶴谷村から引き継いだ地名であり、七北田丘陵東端近くの北斜面、および、七北田川南岸にかけての平地に広がる。
平地の南側にある七北田丘陵には造成された鶴ケ谷団地があり、昭和後期には、隣接する旧・泉市（現・仙台市泉区）南光台などと共に、仙台市都心部から見て北東に所在する大型ニュータウンとして市民が多く移り住んだ。

### 小字
2025年（令和7年）5月末時点での「仙台市宮城野区（仙台法務局）登記所備付地図データ」、
デジタル庁公表の「アドレス・ベース・レジストリ」の「宮城県 町字マスター（フルセット） データセット」、および仙台市の公表する「町名別年齢（各歳）別住民基本台帳人口」によれば、鶴ケ谷の小字は以下の通りである。
| 町字ID  | 大字   | 小字     | 出典 | 出典         | 出典     |
| 町字ID  | 大字   | 小字     | 登記 | 町字マスター | 人口一覧 |
| ------- | ------ | -------- | ---- | ------------ | -------- |
| 0027101 | 鶴ケ谷 | 字大谷   | ○    | ○            | ○        |
| 0027102 | 鶴ケ谷 | 字崖ノ上 | ○    | ○            | ×        |
| 0027103 | 鶴ケ谷 | 字舘下   | ○    | ○            | ○        |
| 0027104 | 鶴ケ谷 | 字京原   | ○    | ○            | ○        |
| 0027105 | 鶴ケ谷 | 字京田   | ○    | ○            | ×        |
| 0027107 | 鶴ケ谷 | 字金堀   | ○    | ○            | ×        |
| 0027108 | 鶴ケ谷 | 字原田   | ○    | ○            | ○        |
| 0027109 | 鶴ケ谷 | 字坂下   | ○    | ○            | ○        |
| 0027111 | 鶴ケ谷 | 字新田   | ○    | ○            | ×        |
| 0027112 | 鶴ケ谷 | 字川原   | ○    | ○            | ×        |
| 0027113 | 鶴ケ谷 | 字谷地   | ○    | ○            | ×        |
| 0027114 | 鶴ケ谷 | 字竹ノ花 | ○    | ○            | ×        |
| 0027115 | 鶴ケ谷 | 字中曾根 | ○    | ○            | ×        |
| 0027116 | 鶴ケ谷 | 字筒下   | ○    | ○            | ○        |
| 0027117 | 鶴ケ谷 | 字洞堀   | ○    | ○            | ×        |
| 0027118 | 鶴ケ谷 | 字並柳   | ○    | ○            | ×        |
| 0027119 | 鶴ケ谷 | 字北畑   | ○    | ○            | ○        |
| 0027120 | 鶴ケ谷 | 字本山   | ○    | ○            | ○        |
| -       | 鶴ケ谷 | 字金谷   | ○    | ×            | ×        |
| -       | 鶴ケ谷 | 字山沢   | ○    | ×            | ×        |

## 鶴ケ谷団地
高度経済成長期になって人口が急増していた仙台市は、国の全国総合開発計画に呼応して1962年（昭和37年）3月16日、公害がなく、全市民が健康な生活や福祉を享受出来、かつ、東北開発の中核としての近代的大都市建設を目ざした「健康都市宣言」を発表した。また、同年国が制定した新産業都市建設促進法に基いて、1964年（昭和39年）3月3日に仙台市を含む仙台湾地区が新産業都市に指定された。すると仙台市は1966年（昭和41年）、都市計画区域の範囲を従来の市内限定から、隣接する宮城郡泉町、宮城町、および、名取郡秋保町（以上の1市3町が現・仙台市域）にまで広げた都市計画を策定し、将来の政令指定都市移行を目指して広域行政を展開した。
この都市計画において、仙台駅東口の中心市街地化（参照）や、現在の3環状12放射状線の元なった都市計画道路網の建設、建設中の国道4号仙台バイパス沿いに東部工業団地および東部流通団地の建設、新設する仙台港に臨海工業集積などが打ち出され、さらに中心市街地を囲む丘陵地には住宅地を配置することとした。
この都市計画を実現すべく、仙台バイパスに隣接する丘陵地である鶴ケ谷地区に、東北最大と言われるモデル・ニュータウンが市の主導で造られることになった。
1963年（昭和38年）に創設された新住宅市街地開発事業に基づき、「仙塩広域都市計画事業 鶴ケ谷新住宅市街地開発事業」が、面積178.0ha、計画人口2万3千人で、1966年（昭和41年）3月16日に当初決定され、翌年から造成開始した。大部分が国有地であった東北大学の演習林を買収して、造成が行われた。
「鶴ケ谷団地」と称されるのは上記事業により造成された鶴ケ谷1-8丁目である場合が多いが、土地区画整理事業などにより造成された鶴ケ谷東、および、鶴ケ谷北を含む場合もある。
| 事業名     | 現住所              | 面積 (ha) | 施行期間 （年度） | 事業認可 （公告） | 換地処分 （公告） | 総事業費 （百万円） |
| ---------- | ------------------- | --------- | ----------------- | ----------------- | ----------------- | ------------------- |
| 山崎西部   | 鶴ケ谷東2丁目の一部 | 2.7       | 1971年度～'73年度 | '71年4月23日      | '73年9月4日       | 63                  |
| 鶴ケ谷     | 鶴ケ谷東3丁目       | 8.8       | 1977年度～'82年度 | '77年11月4日      | '81年10月9日      | 1,145               |
| 鶴ケ谷南   | 鶴ケ谷東2丁目ほか   | 5.5       | 1977年度～'81年度 | '78年1月7日       | '81年12月25日     | 700                 |
| 鶴ケ谷中央 | 鶴ケ谷東2丁目の一部 | 5.6       | 1982年度～'84年度 | '82年6月22日      | '84年10月16日     | 694                 |
| 山崎東     | 鶴ケ谷東2丁目の一部 | 1.5       | 1983年度～'87年度 | '83年4月26日      | '86年6月24日      | 302                 |
| 鶴ケ谷第二 | 鶴ケ谷東4丁目の一部 | 2.0       | 1984年度～'89年度 | '84年8月7日       | '88年4月15日      | 535                 |

高度経済成長はインフレーション（参照）も伴っていたため、スーパーマーケットが発達していなかった当時、生鮮食品の廉売や安定供給を目的に都市部への「食料品公設小売市場設置事業」を農林水産省が1967年（昭和42年）から補助していた。仙台市も同省の方針に従い、1971年（昭和46年）12月に鶴ケ谷団地に市内初の公設小売市場を設置し、以後、仙台市や泉市で設置が相次いだ。
1976年（昭和51年）、鶴ケ谷公設小売市場の隣接地にトーコーチェーンの旗艦店が核店舗である鶴ケ谷ショッピングセンターが開店し、さらに翌年には温水プールが併設された市民センターも開館するなど、鶴ケ谷は施設が充実した団地として発展した。しかし、スーパーマーケットの大規模化や、モータリゼーションの発達による大駐車場を伴ったロードサイド店舗の興隆もあって、駐車場が20台分程度しかない鶴ケ谷団地の中心商業施設の集客力は低下していった。近年は、少子高齢化や老朽化した市営団地の建て替えが問題になっている。

## 歴史
- 江戸時代は、仙台藩領の陸奥国宮城郡鶴谷村であり、原町代官所が管轄する宮城郡国分33ヶ村の1つであった。
- 1869年1月19日（明治元年12月7日） - 陸奥国の分割に伴って、陸前国宮城郡鶴谷村となる。
- 1871年8月19日（明治4年7月14日） - 廃藩置県に伴って、仙台県宮城郡鶴谷村となる。
- 1872年2月16日（明治5年1月8日） - 県名改称に伴って、宮城県宮城郡鶴谷村となる。
- 1872年（明治5年）4月 - 大区小区制施行に伴って鶴谷村は、宮城県第2大区小8区に含まれた。
- 1874年（明治7年）4月 - 区の再編に伴って鶴谷村は、宮城県第2大区小4区に含まれた。
- 1876年（明治9年） -  区の再編に伴って鶴谷村は、宮城県第2大区小11区に含まれた。
- 1889年（明治22年）4月1日 - 町村制施行に伴って、宮城郡岩切村・小鶴村・燕沢村・鶴谷村が合併して新制の岩切村となり、鶴谷地区は岩切村の一部となる。
- 1941年（昭和16年）9月15日 - 岩切村が、同郡高砂村・七郷村および名取郡中田村・六郷村と共に仙台市に編入合併され、鶴谷地区が仙台市の一部となる。
- 1963年（昭和38年） - 宮城県仙台第三高等学校開校。
- 1964年（昭和39年） - 「鶴ケ谷新住宅市街地開発事業」事業認定、用地取得開始。
- 1967年（昭和42年） - 「鶴ケ谷新住宅市街地開発事業」造成工事着工。
- 1968年（昭和43年） - 「鶴ケ谷新住宅市街地開発事業」分譲販売開始[12]。
- 1969年（昭和44年） - 仙台市営バス乗り入れ開始。
- 1970年（昭和45年）
  - 4月24日 - 国道4号仙台バイパス全線開通。
  - 「鶴ケ谷新住宅市街地開発事業」造成工事完了。
- 1971年（昭和46年）
  - 仙台市立鶴谷小学校開校。
  - 山崎西部土地区画整理事業施行（1973年度まで）
  - 12月 - 鶴ケ谷公設市場開設。
- 1972年（昭和47年）5月22日 - 鶴ヶ谷市民センター開館[12][13]。温水プール併設。
- 1973年（昭和48年） - 仙台市立鶴谷中学校、仙台市立鶴谷東小学校開校。
- 1974年（昭和49年） - 鶴ケ谷中央公園開園。

- 1976年（昭和51年） 

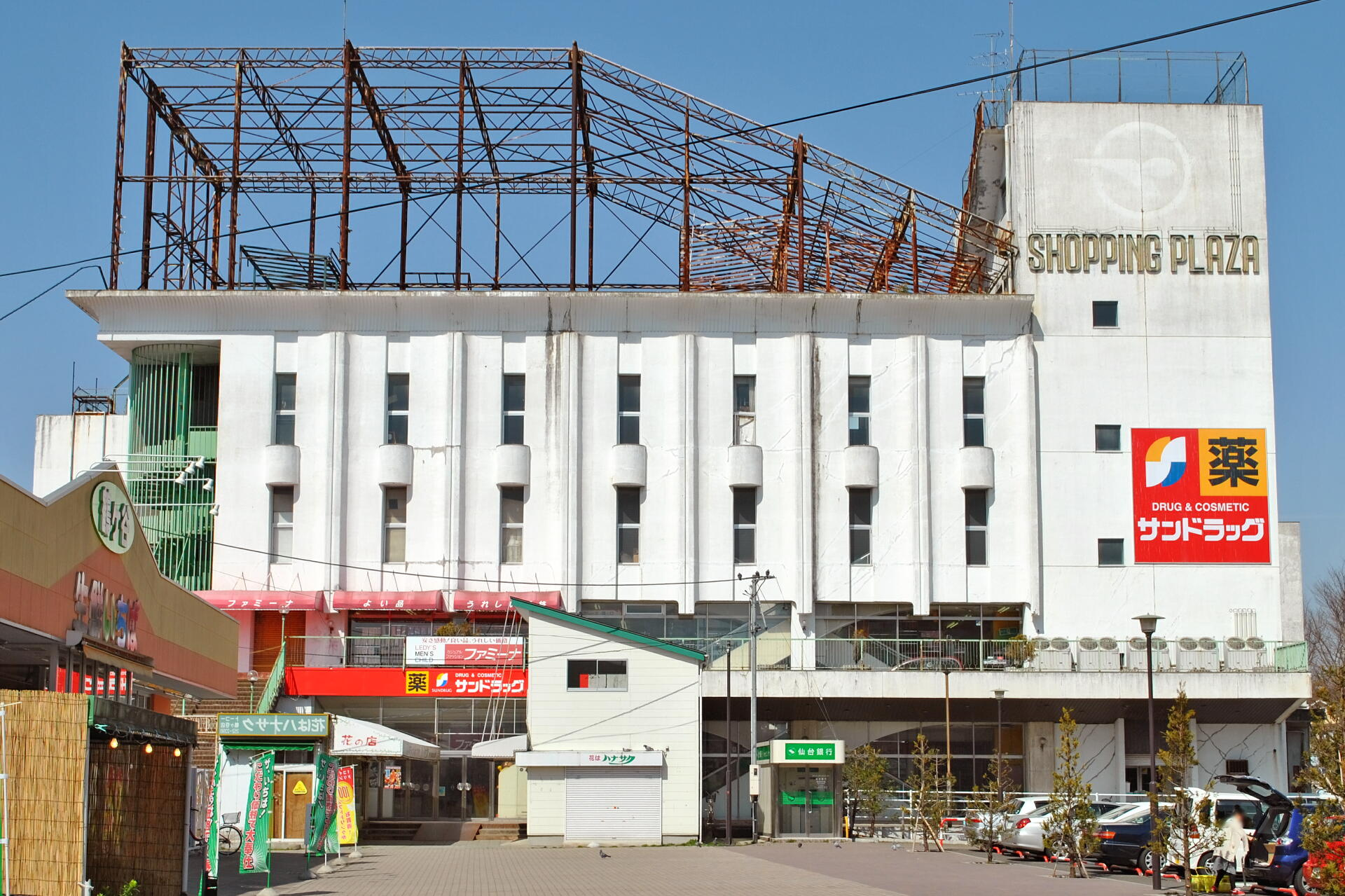
鶴ケ谷ショッピングセンター（2010年4月）。トーコー鶴ケ谷店の閉店後。

  - 鶴ケ谷ショッピングセンター（核店舗：トーコー鶴ケ谷店）開店。
  - 2月 - 鶴ヶ谷オープン病院（現・仙台オープン病院）開院[14]
- 1977年（昭和52年）
  - 鶴ケ谷土地区画整理事業施行（1982年度まで）
  - 鶴ケ谷南土地区画整理事業施行（1981年度まで）
- 1978年（昭和53年） - 仙台市立鶴谷養護学校（現 仙台市立鶴谷特別支援学校）開校。
- 1982年（昭和57年） - 鶴ケ谷中央土地区画整理事業施行（1984年度まで）
- 1983年（昭和58年） - 山崎東土地区画整理事業施行（1987年度まで）
- 1984年（昭和59年） - 鶴ケ谷第二土地区画整理事業施行（1989年度まで）
- 1988年（昭和63年） - 鶴ケ谷字大久保山、山沢、本山に住居表示が実施され、鶴ケ谷北1丁目～2丁目が生まれた[15]。
- 1989年（平成元年）4月1日 - 仙台市の政令指定都市移行に伴って、鶴ケ谷地区は宮城野区の一部となった。
- 1990年（平成2年） - 鶴ケ谷字山沢、佐野原、菖蒲沢、東菖蒲沢、岩切字菖蒲沢南、山崎西、燕沢字案内沢北に住居表示が実施され、鶴ケ谷東1丁目～4丁目が生まれた[16]。これにより、旧・鶴谷村では無かった旧・岩切村および旧・燕沢村の一部が鶴ケ谷の地名になった（ただし、いずれも新制・岩切村の一部）。一方、岩切地区の住居表示実施により、鶴ケ谷字大樋が岩切三丁目の一部になった。
- 1992年（平成4年）4月 - 鶴ヶ谷市民センターに児童館を併設[12]。
- 2008年（平成20年）10月20日 - 都市計画道路東仙台泉線北畑工区（国道4号仙台バイパス・仙台市鶴ヶ谷交差点～仙台オープン病院前の交差点）[17]開通。
- 2011年（平成23年）3月11日 - 東北地方太平洋沖地震（東日本大震災）が発生。鶴ヶ谷市民センターが使用不能となる[12]。
- 2012年（平成24年）3月 - 鶴ヶ谷市民センター仮事務所が、みやぎ生協鶴ヶ谷店2階に開設（会議室2室併設）[12][18]

## 世帯数と人口
2025年（令和7年）4月1日現在の世帯数と人口は以下の通りである。
| 丁目・小字   | 世帯数    | 人口     |
| ------------ | --------- | -------- |
| 鶴ケ谷字大谷 | 2世帯     | 8人      |
| 鶴ケ谷字北畑 | 29世帯    | 73人     |
| 鶴ケ谷字京原 | 66世帯    | 70人     |
| 鶴ケ谷字坂下 | 7世帯     | 20人     |
| 鶴ケ谷字舘下 | 123世帯   | 258人    |
| 鶴ケ谷字筒下 | 15世帯    | 22人     |
| 鶴ケ谷字原田 | 1世帯     | 2人      |
| 鶴ケ谷字本山 | 25世帯    | 37人     |
| 鶴ケ谷一丁目 | 622世帯   | 1,351人  |
| 鶴ケ谷二丁目 | 1,262世帯 | 2,043人  |
| 鶴ケ谷三丁目 | 494世帯   | 1,108人  |
| 鶴ケ谷四丁目 | 619世帯   | 1,313人  |
| 鶴ケ谷五丁目 | 740世帯   | 1,406人  |
| 鶴ケ谷六丁目 | 1,103世帯 | 1,834人  |
| 鶴ケ谷七丁目 | 623世帯   | 1,363人  |
| 鶴ケ谷八丁目 | 402世帯   | 809人    |
| 計           | 6,133世帯 | 11,717人 |

## 小・中学校の学区
小・中学校の学区は以下の通りとなる。括弧内は選択可能な学校を示す。
| 町丁・大字   | 小字         | 番地               | 小学校       | 小学校           | 中学校         | 中学校         |
| ------------ | ------------ | ------------------ | ------------ | ---------------- | -------------- | -------------- |
| 鶴ケ谷       | 字大谷       | 全域               | 岩切小学校   |                  | 岩切中学校     |                |
| 鶴ケ谷       | 字金堀       | 全域               | 岩切小学校   |                  | 岩切中学校     |                |
| 鶴ケ谷       | 字川原       | 全域               | 岩切小学校   |                  | 岩切中学校     |                |
| 鶴ケ谷       | 字崖ノ上     | 全域               | 岩切小学校   |                  | 岩切中学校     |                |
| 鶴ケ谷       | 字北畑       | 1から16            | 鶴谷東小学校 | 鶴谷中学校       |                |                |
| 鶴ケ谷       | 字北畑       | 17                 | 岩切小学校   | （鶴谷東小学校） | 岩切中学校     | （鶴谷中学校） |
| 鶴ケ谷       | 字北畑       | 18                 | 鶴谷東小学校 |                  | 鶴谷中学校     |                |
| 鶴ケ谷       | 字北畑       | 19から22           | 岩切小学校   | （鶴谷東小学校） | 岩切中学校     | （鶴谷中学校） |
| 鶴ケ谷       | 字北畑       | 23-2               | 岩切小学校   | （鶴谷東小学校） | 岩切中学校     | （鶴谷中学校） |
| 鶴ケ谷       | 字北畑       | 24から町名の終わり | 鶴谷東小学校 |                  | 鶴谷中学校     |                |
| 鶴ケ谷       | 字京田       | 1から19-1          | 鶴谷東小学校 |                  | 鶴谷中学校     |                |
| 鶴ケ谷       | 字京田       | 19-2               | 岩切小学校   | 岩切中学校       |                |                |
| 鶴ケ谷       | 字京田       | 20から町名の終わり | 岩切小学校   | 岩切中学校       |                |                |
| 鶴ケ谷       | 字京原       | 全域               | 鶴谷東小学校 | 鶴谷中学校       |                |                |
| 鶴ケ谷       | 字坂下       | 全域               | 鶴谷東小学校 | 鶴谷中学校       |                |                |
| 鶴ケ谷       | 字新田       | 全域               | 岩切小学校   | 岩切中学校       |                |                |
| 鶴ケ谷       | 字竹ノ花     | 1から23            | 鶴谷東小学校 | 鶴谷中学校       |                |                |
| 鶴ケ谷       | 字竹ノ花     | 24-1               | 岩切小学校   | 岩切中学校       |                |                |
| 鶴ケ谷       | 字竹ノ花     | 24-2               | 鶴谷東小学校 | 鶴谷中学校       |                |                |
| 鶴ケ谷       | 字竹ノ花     | 25-35              | 岩切小学校   | 岩切中学校       |                |                |
| 鶴ケ谷       | 字舘下       | 全域               | 鶴谷東小学校 | 鶴谷中学校       |                |                |
| 鶴ケ谷       | 字筒下       | 1-16               | 鶴谷東小学校 | 鶴谷中学校       |                |                |
| 鶴ケ谷       | 字筒下       | 17から町名の終わり | 岩切小学校   | 岩切中学校       |                |                |
| 鶴ケ谷       | 字洞堀       | 全域               | 岩切小学校   | 岩切中学校       |                |                |
| 鶴ケ谷       | 字中曾根     | 1から18            | 鶴谷東小学校 | 鶴谷中学校       |                |                |
| 鶴ケ谷       | 字中曾根     | 19から町名の終わり | 岩切小学校   | 岩切中学校       |                |                |
| 鶴ケ谷       | 字並柳       | 全域               | 鶴谷東小学校 | 鶴谷中学校       |                |                |
| 鶴ケ谷       | 字原田       | 6-2                | 岩切小学校   | 岩切中学校       | （鶴谷中学校） |                |
| 鶴ケ谷       | 字原田       | 7                  | 岩切小学校   | 岩切中学校       | （鶴谷中学校） |                |
| 鶴ケ谷       | 字原田       | 8-2                | 岩切小学校   | 岩切中学校       | （鶴谷中学校） |                |
| 鶴ケ谷       | 字原田       | 9                  | 岩切小学校   | 岩切中学校       | （鶴谷中学校） |                |
| 鶴ケ谷       | 字原田       | 10から町名の終わり | 岩切小学校   | 岩切中学校       |                |                |
| 鶴ケ谷       | 字本山       | 全域               | 鶴谷小学校   | 鶴谷中学校       |                |                |
| 鶴ケ谷       | 字谷地       | 1-36               | 鶴谷東小学校 | 鶴谷中学校       |                |                |
| 鶴ケ谷       | 字谷地       | 37から町名の終わり | 岩切小学校   | 岩切中学校       |                |                |
| 鶴ケ谷一丁目 | 鶴ケ谷一丁目 | 1から18            | 西山小学校   | 西山中学校       |                |                |
| 鶴ケ谷一丁目 | 鶴ケ谷一丁目 | 19から町名の終わり | 鶴谷小学校   | 鶴谷中学校       |                |                |
| 鶴ケ谷二丁目 | 鶴ケ谷二丁目 | 全域               | 鶴谷小学校   | 鶴谷中学校       |                |                |
| 鶴ケ谷三丁目 | 鶴ケ谷三丁目 | 全域               | 鶴谷小学校   | 鶴谷中学校       |                |                |
| 鶴ケ谷四丁目 | 鶴ケ谷四丁目 | 全域               | 鶴谷小学校   | 鶴谷中学校       |                |                |
| 鶴ケ谷五丁目 | 鶴ケ谷五丁目 | 1から21            | 鶴谷小学校   | 鶴谷中学校       |                |                |
| 鶴ケ谷五丁目 | 鶴ケ谷五丁目 | 22から25           | 鶴谷東小学校 | 鶴谷中学校       |                |                |
| 鶴ケ谷六丁目 | 鶴ケ谷六丁目 | 1から4             | 鶴谷東小学校 | 鶴谷中学校       |                |                |
| 鶴ケ谷六丁目 | 鶴ケ谷六丁目 | 5                  | 鶴谷東小学校 | 西山中学校       |                |                |
| 鶴ケ谷六丁目 | 鶴ケ谷六丁目 | 6から7             | 鶴谷東小学校 | 西山中学校       | （鶴谷中学校） |                |
| 鶴ケ谷六丁目 | 鶴ケ谷六丁目 | 8から10            | 鶴谷東小学校 | 西山中学校       |                |                |
| 鶴ケ谷六丁目 | 鶴ケ谷六丁目 | 11から15           | 鶴谷東小学校 | 西山中学校       | （鶴谷中学校） |                |
| 鶴ケ谷六丁目 | 鶴ケ谷六丁目 | 16から17           | 鶴谷東小学校 | 鶴谷中学校       |                |                |
| 鶴ケ谷六丁目 | 鶴ケ谷六丁目 | 21から25           | 鶴谷東小学校 | 西山中学校       | （鶴谷中学校） |                |
| 鶴ケ谷七丁目 | 鶴ケ谷七丁目 | 1から17            | 西山小学校   | 西山中学校       |                |                |
| 鶴ケ谷七丁目 | 鶴ケ谷七丁目 | 18から34           | 鶴谷東小学校 | 西山中学校       | （鶴谷中学校） |                |
| 鶴ケ谷七丁目 | 鶴ケ谷七丁目 | 35から町名の終わり | 鶴谷東小学校 | 西山中学校       |                |                |
| 鶴ケ谷八丁目 | 鶴ケ谷八丁目 | 全域               | 西山小学校   | 西山中学校       |                |                |

## 主な施設

### 鶴ケ谷
1丁目
- 宮城県仙台第三高等学校（北緯38度17分12.8秒 東経140度54分33.7秒）

2丁目
- 学校法人お人形社学園お人形社第二幼稚園[20]
- 鶴ヶ谷ショッピングセンター アバイン（北緯38度17分24.6秒 東経140度54分55.4秒）
- みやぎ生協鶴ヶ谷店（北緯38度17分27.5秒 東経140度54分48.5秒） … 2015年4月、二丁目1番街区に移転。
- 鶴ヶ谷第一市営住宅[21]
- UR仙台鶴ヶ谷団地[22]

3丁目
- 仙台市立鶴谷小学校（北緯38度17分27.5秒 東経140度54分39.3秒）
- 仙台市鶴ケ谷第二保育所[23]

4丁目
- 学校法人菅原学園鶴ケ谷幼稚園[20]
- （私立）鶴ケ谷マードレ保育園[23]

5丁目
- 仙台市立鶴谷中学校（北緯38度17分32.3秒 東経140度54分54.2秒）
- 仙台市立鶴谷特別支援学校（北緯38度17分43.5秒 東経140度54分57.1秒）
- （私立）鶴ケ谷希望園[23]
- 仙台オープン病院（北緯38度17分40.5秒 東経140度55分0.9秒）
- 鶴寿園（特別養護老人ホーム）
- UR仙台鶴ヶ谷五丁目団地[22]

6丁目
- 仙台市立鶴谷東小学校（北緯38度17分26秒 東経140度55分10.9秒）
- 鶴ケ谷中央公園（大堤）
- 鶴ヶ谷第二市営住宅[21]

7丁目
- 仙台市鶴ケ谷保育所[23]

8丁目
- 仙台東警察署鶴ケ谷交番（北緯38度17分25.4秒 東経140度54分59.9秒）
- 仙台市宮城野消防署鶴谷出張所（北緯38度17分22.2秒 東経140度55分6.2秒）
- 仙台鶴ケ谷郵便局（北緯38度17分24.3秒 東経140度55分3秒）
- 仙台市ガス局鶴ケ谷サービスセンター
- TAC鶴ケ谷ウォーターパーク（鶴ケ谷温水プール）
- 七十七銀行鶴ヶ谷支店…2015年、みやぎ生協鶴ヶ谷店の移転時に、同店敷地内に新築移転

字京原
- 宮城総合給食センター（北緯38度17分47.2秒 東経140度55分20.8秒）